# AN/FPS-8

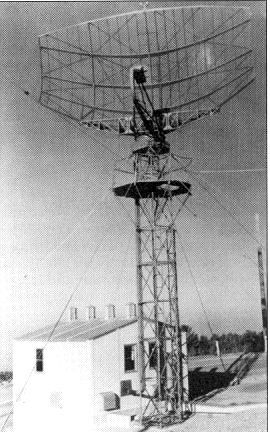
AN/FPS-8-Radar in den 1950er-Jahren

Das AN/FPS-8 ist ein taktisches D-Band Luftraumaufklärungs- und Frühwarnradar mittlerer Leistung und wurde auf zivilen Flugplätzen und militärischen Basen sowohl in den USA als auch in Europa genutzt. Hersteller war die Firma Lockheed Martin Ocean Radar and Sensor Systems, Syracuse (NY)
In den meisten Stellungen wurde die Antenne ungeschützt auf einen Turm mittlerer Höhe montiert. Für schwierigere Umweltbedingungen konnte auch ein schützendes Radom verwendet werden. In den Jahren wurden viele Modernisierungen an dem Radargerät durchgeführt, die bis zu der AN/FPS-88 (V) genannten Ausstattungsvariante führten. 
Das AN/FPS-8 ist derzeit noch in vielen Ländern der Erde in den verschiedensten Modernisierungsvarianten in Betrieb. Es wurden in der Vergangenheit über 200 Stück produziert. Vom AN/FPS-8 wurden zwei mobile Versionen gebaut, welche AN/MPS-11 und AN/MPS-11A genannt wurden.
| Technische Daten AN/FPS-8 | Technische Daten AN/FPS-8 |
| ------------------------- | ------------------------- |
| Frequenzbereich           | 1280–1380 MHz             |
| Pulswiederholzeit         |                           |
| Pulswiederholfrequenz     | 360 Hz                    |
| Sendezeit (PW)            | 3 µs                      |
| Empfangszeit              |                           |
| Totzeit                   |                           |
| Pulsleistung              | 1 MW                      |
| Durchschnittsleistung     | 1,1 kW                    |
| angezeigte Entfernung     |                           |
| Entfernungsauflösung      | 450 m                     |
| Öffnungswinkel            | 2,5°                      |
| Trefferzahl               |                           |
| Antennenumlaufzeit        | bis 6 s (0 bis 10/min)    |